# Tver
Tver (rusky Тверь, femininum) je město v evropské části Ruské federace, středisko Tverské oblasti. Přesněji leží na soutoku řek Volha a Tverca na silnici a železniční trati spojující Moskvu (170 km) a Petrohrad (485 km). Mezi lety 1931 a 1990 neslo název Kalinin (Кали́нин). Žije zde přibližně 425 tisíc obyvatel.

## Historie

### Starší dějiny
První letopisná zmínka o něm pochází z roku 1208, v jiným pramenech je upomenut již ve 12. století. Původně to byla malá osada s pevností, nacházející se na území vladimirsko-suzdalského knížectví, která se do 14. století rozrostla v důležité ekonomické a politické centrum. Roku 1238 bylo město silně poškozeno mongolským nájezdem.
Počátky politické samostatnosti sahají do roku 1247, kdy ji veliký kníže vladimirský Jaroslav Vseovolodovič udělil jako úděl svému synovci Jaroslavu Jaroslaviči, bratru Alexandra Něvského. Politický význam tverského knížectví pozvolna stoupal stejně jako význam Moskvy. Tverský a moskevský kníže se počátkem 14. století stali vážnými soupeři v boji o získání tatarského jarlyku na veliké knížectví vladimirské. V tomto zápase přišla ve Zlaté hordě o život tři tverská knížata, která zde byla popravena. Mocenské ambice tverských vládců ukončilo roku 1327 živelné povstání obyvatel města proti tatarské posádce, které bylo potlačeno trestnou výpravou Tatarů, jimž stál v čele moskevský kníže Ivan I. Kalita.
Od poloviny 14. století byl zdejší vládce titulován jako veliký kníže tverský. Michail Alexandrovič (1367–1399) se energicky snažil upevnit svoji vládu a podřídit si vlastní údělná knížata, jimž oporu poskytla Moskva, kde tehdy vládl Dmitrij Donský. Koncem 60. let se vztahy mezi Moskvou a Tverem díky tomu znovu zhoršily. Kníže Michail požádal v Hordě o udělení jarlyku na Veliké knížectví vladimirské, který také dočasně získal. Kromě toho přiměl svého švagra, litevského velkoknížete Algirdase ke třem tažením proti Moskvě. Došlo k nim v letech 1368, 1370 a 1372, ale ani jedno z nich nebylo úspěšné.
Roku 1485 se Veliké knížectví tverské stalo součástí Moskevské Rusi.
Rychlý hospodářský růst v 18. století odstartovalo dokončení plavebního kanálu (Moskevský průplav). Město bylo kompletně přestavěno, středověké domy byly zbourány a nahrazeny neoklasicistními. Koncem 18. století zde žilo 15 000 obyvatel.

### 20. století
Bolševici zde získali v občanské válce moc již 20. listopadu 1917. Roku 1931 bylo město přejmenováno na Kalinin po sovětském vůdci Michailu Kalininovi; v rámci boje proti náboženství pak byla roku 1936 zničena katedrála Vykoupení. Během 2. světové války bylo dva měsíce okupován německými vojsky. Během sovětské éry počet obyvatel vzrostl až na 450 000 obyvatel, v 90. letech však začal klesat.

## Ekonomika
Jde o tradiční středisko bavlnářství a výroby železničních vagónů (již od roku 1898). Během posledních 50 let vznikly i závody na výrobu elektrotechniky a chemických výrobků.

## Významné stavby
- Bílý kostel ze 16. století

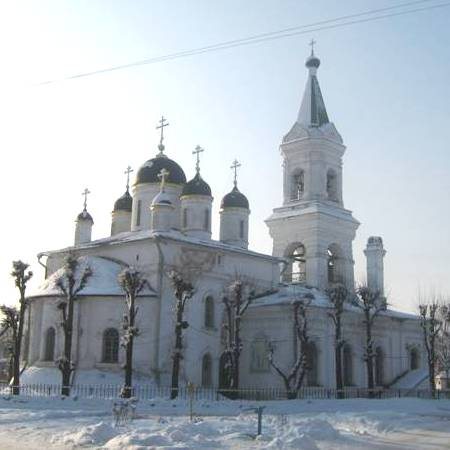
Bílý kostel

- Palác carevny Kateřiny Veliké, přestavěný v 19. století
- Budova magistrátu
- Šlechtický dům z 18. století

## Partnerská města
- Bergamo, Itálie
- Besançon, Francie
- Buffalo, New York, USA
- Hämeenlinna, Finsko
- Kaposvár, Maďarsko
- Lublin, Polsko
- Osnabrück, Německo
- Veliko Tarnovo, Bulharsko
- Jing-kchou, Čína